# Хэндли Пейдж, Фредерик
Сэр Фредерик Хэндли Пейдж (англ. Frederick Handley Page, 15 ноября 1885 года, Челтенхем, Англия — 21 апреля 1962 года, Вестминстер, Англия) — английский промышленник, пионер авиастроения, стал известен как «отец» тяжёлого бомбардировщика.
Возглавляемая Хэндли Пейджем авиастроительная компания «Хэндли Пейдж» стала известна созданием больших самолетов, таких как бомбардировщики Handley Page 0/400 и Handley Page Halifax и авиалайнер HP42. Последний был флагманом Королевского воздушного флота в межвоенный период и примечателен высокой безопасностью в полётах (не известно ни одной катастрофы самолётов этого типа, повлёкшей человеческие жертвы).
Хэндли Пейдж также предложил, в соавторстве с Густавом Лахманном, прорези передней кромки крыла для предотвращения «сваливания» самолетов в полёте.

## Биография
Второй сын Фредерика Джозефа Пейджа, мастера-мебельщика, протестанта и члена Плимутских братьев.
Получил образование в гимназии Челтенхема. В 1902 году вопреки желанию родителей переехал в Лондон, чтобы изучать электротехнику в Техническом колледже Финсбери.
После квалификации в 1906 году был назначен главным конструктором в электротехнической компании Johnson & Phillips Ltd, квартирующейся в Чарльтоне на юго-востоке Лондона. 
В 1907 году вступил в Королевское авиационное общество, где встретился с Хосе Вайссом. Вайсс проводил эксперименты с планерами, используя изначально стабильную конструкцию крыла, основанную на семенных коробочках макрокарпа Zanonia, которые он должен был запатентовать в 1908 году. К сожалению, Хэндли Пейдж в своём увлечении авиацией начал экспериментальную работу в Johnson и Phillips без разрешения: правление истолковало это как попытку мошенничества, и он был уволен, оставив в должности своего помощника А. Р. Лоу, который впоследствии стал авиаконструктором на предприятиях Vickers.
Хэндли Пейдж немедленно основал собственный бизнес с офисом в Вулидже и взял заказ на постройку самолёта для Saul-Deverell. После поисков подходящего лётного поля он арендовал небольшой участок болота и сарай в Крикмуте в Эссексе. Здесь он построил свой первый летательный аппарат, планёр с аэродинамической схемой «утка»[уточнить], трёхколёсным шасси и крылом модели Вайсса (Хэндли Пейдж заключил соглашение, согласно которому он мог использовать патенты Вайсса, в обмен на создание улучшенного крыла для своего следующего планера). Было решено представить продукцию на стенде на выставке Aero в Олимпии в 1909 году. 
В июне 1909 года Хэндли Пейдж зарегистрировал предприятие с ограниченной ответственностью с уставным капиталом в 10 000 фунтов стерлингов.
Ни планёр, ни самолёт, построенный для Saul-Deverell, который приводился в движение мотором мощностью 5,2 кВт (5 л. с.), не были успешными, но Saul-Deverell заказал вторую машину, были получены два других заказа. 
Хэндли Пейдж также приступил к проектированию и созданию своего первого самолёта, моноплана Bluebird (так называемого из-за сине-серой прорезиненной ткани, которой он был покрыт), предназначенного для выставки Aero 1910 года.
Хэндли Пейдж предпринял попытку научиться летать, используя Bluebird. Короткий прямой полёт был впервые осуществлен 26 мая 1910 года, но после нескольких подобных попыток первая попытка Хэндли Пейджа совершить поворот закончилась катастрофой. Самолёт был перестроен с чуть более мощным двигателем и добавлением деформации крыла для бокового контроля, но оказался не более успешным и был заброшен. Началась работа над новым, более крупным монопланом.
Хэндли Пейдж получил дополнительный доход от публикации статей и чтения лекций по электротехнике в Finsbury, а в 1911 году он получил должность лектора по аэронавтике в Политехническом институте Нортгемптона в Клеркенвелле, Лондон. Здесь для него была построена аэродинамическая труба, он также продал Bluebird Институту для использования в качестве учебного планера.
В 1914 году, вскоре после начала Первой мировой войны, Хэндли Пейдж получил приглашение от Мюррея Сьютера в Адмиралтейство для обсуждения потребностей авиации военно-морского флота. Хэндли Пейдж взялся за разработку большого двухмоторного самолета, способного нести до 270 кг бомб — больше, чем любой самолёт, летавший в то время. Модель «Handley Page 0/100» была запущена в эксплуатацию в декабре 1915 года, и послужила началом работ компании «Handley Page» по созданию больших самолётов. Во время войны эта деятельность была далее развита в создание бомбардировщиков 0/400 и 0/1500.
В 1917 году Хэндли Пейдж и его сотрудник-аэродинамик Р. О. Ботвелл начали эксперименты в аэродинамической трубе, чтобы добиться низкого сопротивления крыльев с высоким удлинением и задержку сваливания при больших углах атаки крыла с низким удлинением. 24 октября 1919 года Хэндли Пейдж подал заявку на патент на управляемое устройство, которым пилот мог открывать и закрывать специально сделанную на крыле щель (slot). Этот способ был независимо найден Густавом Лахманном, немецким пилотом и инженером: Лахманн попытался запатентовать идею за несколько недель до Хэндли Пейджа, но его заявка на патент была первоначально отклонена, но он связался с Хэндли Пейджем, и вместо того, чтобы вступить в юридический спор, они пришли к взаимно удовлетворительному соглашению, когда патенты были разделены, и Лахманн принял должность консультанта для Хэндли Пейджа. Позже он стал руководителем отдела дизайна компании, а затем директором по исследованиям.
Период сразу после войны стал тяжелым для авиационной отрасли, и Handley Page Ltd не стала исключением. В военные годы компания значительно расширились: на начало войны у Хэндли Пейджа было всего 12 постоянных сотрудников, к 1918 году их число возросло до 5000. 
В начале 1919 года Хэндли Пейдж преобразовал HP в акционерное общество с ограниченной ответственностью. 
14 июня 1919 года он основал дочернюю компанию, «Handley Page Transport».
После окончания войны осталось огромное количество ненужных военных самолётов, авиационных двигателей и различных запчастей. Их утилизацией первоначально занимался правительственный Совет по утилизации самолётов, но политический скандал из-за неправильного управления привёл к тому, что правительство приняло решение о продаже его в частную собственность. Предложение Хэндли Пейджа было признано удачным, и сделка состоялась за 1 млн фунтов стерлингов плюс 50 % прибыли (было продано более чем 10 000 планеров, 30 000 двигателей и различных запчастей, например, 1000 тонн шарикоподшипников).
Однако это предприятие едва не закончилось катастрофой: к апрелю 1919 года стоимость обыкновенных акций Handley Page Ltd с 1 фунта стерлингов упала до одного шиллинга, его обвинили в использовании 400 000 фунтов стерлингов из целевых средств для финансирования его различных провальных проектов в гражданской авиации. Таким же был долг Королевскому банку Шотландии. Ситуацию спасла RBS, которая оставила Хэндли Пейджа управляющим директором Handley Page Ltd при условии, что два места в совете директоров будут занимать их кандидаты, а ещё два — представители организации-производителя работ. Эта сделка обошлась Хэндли Пейджу в 179 000 фунтов.
Президент Общества британских авиастроителей (1938–39);
Президент Королевского авиационного общества (1945–47);
В 1942 году за вклад в укрепление обороноспособности Хэндли Пейдж был посвящён в рыцари.